# Wojciech Małolepszy
Wojciech Jacek Małolepszy (ur. 1955 w Warszawie) – profesor sztuk plastycznych, nauczyciel akademicki Akademii Sztuk Pięknych w Warszawie oraz Wyższej Szkoły Ekologii i Zarządzania w Warszawie.

## Życiorys
W latach 1975–1980 studiował w Akademii Sztuk Pięknych w Warszawie. Studia zakończył dyplomem w zakresie projektowania struktur użytkowych. Od 1980 roku związany z Wydziałem Wzornictwa macierzystej uczelni. Uzyskał stopień doktora habilitowanego. W 2016 prezydent RP nadał mu tytuł profesora sztuk plastycznych.
Został nauczycielem akademickim Akademii Sztuk Pięknych w Warszawie w Wydziale Wzornictwa w Katedrze Projektowania oraz na Wydziale Architektury Wyższej Szkoły Ekologii i Zarządzania w Warszawie w Wydziale Architektury. Był wykładowcą Uniwersytetu Technologiczno-Przyrodniczego im. Jana i Jędrzeja Śniadeckich w Bydgoszczy na Wydziale Inżynierii Mechanicznej w Instytucie Mechaniki i Konstrukcji Maszyn. Pełnił funkcję prodziekana Wydziału Wzornictwa Akademii Sztuk Pięknych w Warszawie.
W latach 80. XX wieku współtworzył Studio M.P. wraz z Małgorzatą Małolepszy i Kazimierzem Piotrowskim. 